# Valentina Raposo
Valentina Raposo  (Salta, 28 de enero de 2003) es una jugadora argentina de hockey sobre césped, integrante de la Selección nacional.

## Carrera deportiva
Integró la selección nacional que ganó la medalla de plata en los Juegos Olímpicos de Tokio 2020, convirtiéndose, con 18 años, en la segunda argentina más joven en obtener una medalla olímpica (luego de Gabriela Sabatini) y la primera medallista salteña.
En 2023 integró la Selección que compitió en los Juegos Panamericanos donde ganó la medalla de oro y logró la clasificación a los Juegos Olímpicos de París 2024.
En los Juegos Olímpicos de París 2024, consiguió ganar la medalla de bronce luego de haber caído en semifinales ante la Selección de Países Bajos y vencido a Bélgica en la tanda de penales 3 a 1 en el partido por el tercer puesto.